# Vespidae
I Vespidi (Vespidae Latreille, 1802) sono una famiglia di insetti dell'ordine degli Imenotteri, comunemente noti come vespe.

## Descrizione

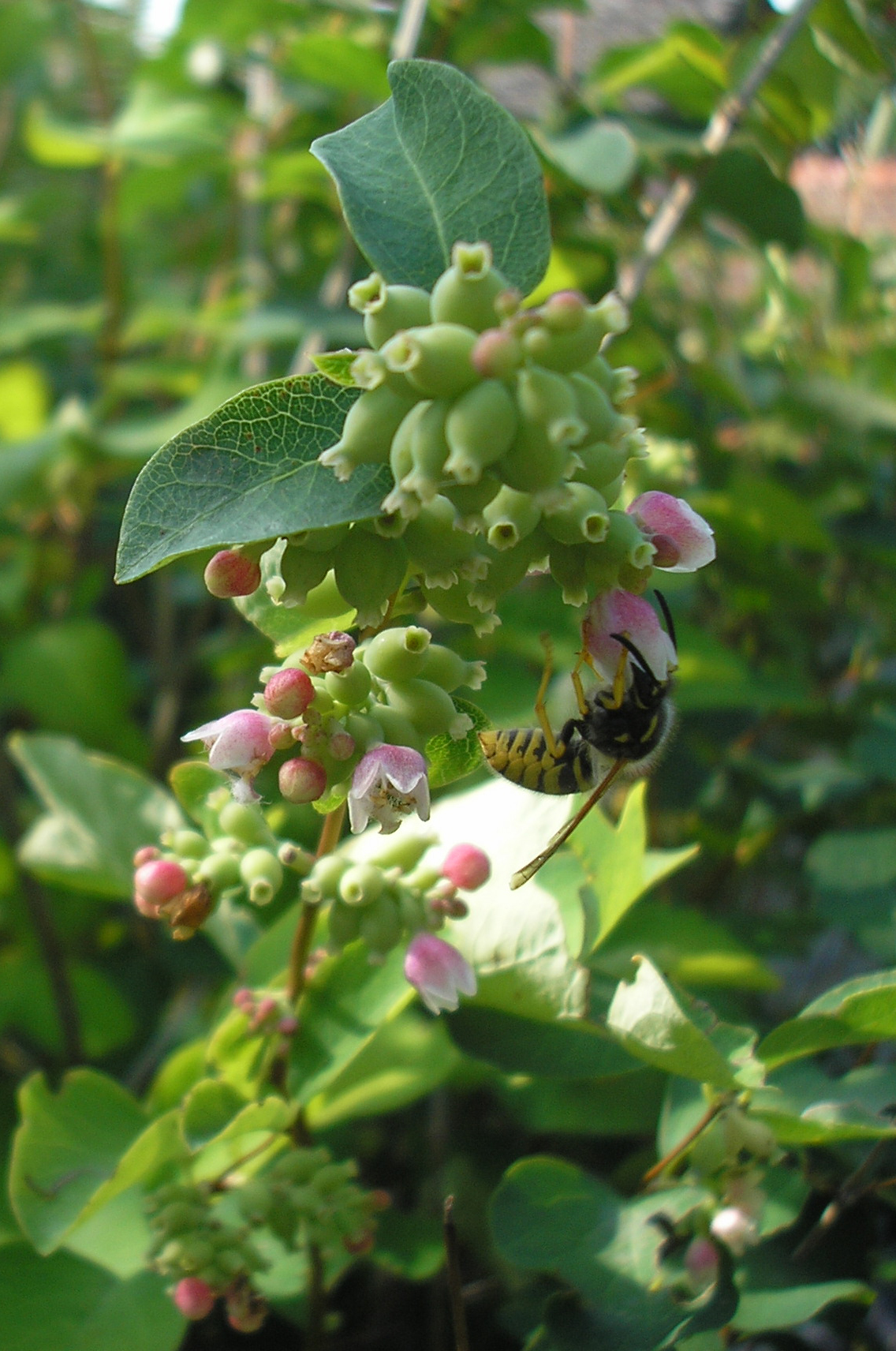
Vespa fotografata mentre si nutre

Lunghe da 1 a 5 cm, le specie dei Vespidi hanno corpo bruno o nero a strisce gialle, di tinte diverse e vivaci in quelle di paesi tropicali (colorazioni aposematiche).

## Biologia
Le vespe (generalmente specie appartenenti alle sottofamiglie Vespinae e Polistinae) sono insetti sociali: le loro società comprendono femmine sterili, operaie, e una o più femmine fertili dette regine. I maschi appaiono solo nel periodo riproduttivo.
Nell'ordine degli Imenotteri si riscontrano molti altri esempi di socialità più o meno evoluta: il livello di socialità delle vespe, anche se spesso complesso, è meno "specializzato" di quello delle api e di molte specie di formiche che rappresentano gli esempi evolutivi più alti della socialità fra gli insetti. La socialità è apparsa negli imenotteri diverse volte durante la storia evolutiva dell'ordine. Probabilmente questa particolarità è data da una caratteristica genetica per la quale tutti i maschi sono di tipo aploide, mentre le femmine sono tutte di tipo diploide. Secondo un calcolo piuttosto complesso le sorelle fra loro sarebbero geneticamente simili per il 75% mentre condividerebbero solo il 50% del patrimonio genetico con le madri. Secondo alcuni studiosi le femmine sarebbero perciò portate ad aiutare la madre a generare sorelle invece di dedicarsi a generare prole propria.
I nidi possono essere più o meno complessi e sempre costituiti di un materiale simile al cartone che viene creato impastando del legno con la saliva (da qui il soprannome di vespe cartonaie). Sono posti a seconda della specie su rami, rocce, nelle cavità dei tronchi oppure sottoterra o ancora in manufatti antropici come camini, sottotetti, vetture abbandonate, ecc., e sono divisi in cellette esagonali con apertura inferiore o laterale. Nelle celle vengono deposte le uova, che si sviluppano in larve e pupe, fino alla maturazione nell'insetto adulto che lascia poi la cella.
Il numero di componenti di una società può andare da alcune decine (è il caso ad esempio del Polistes gallicus diffuso in tutta l'Europa meridionale) a più di 100 000 individui come nel caso di certe specie tropicali.

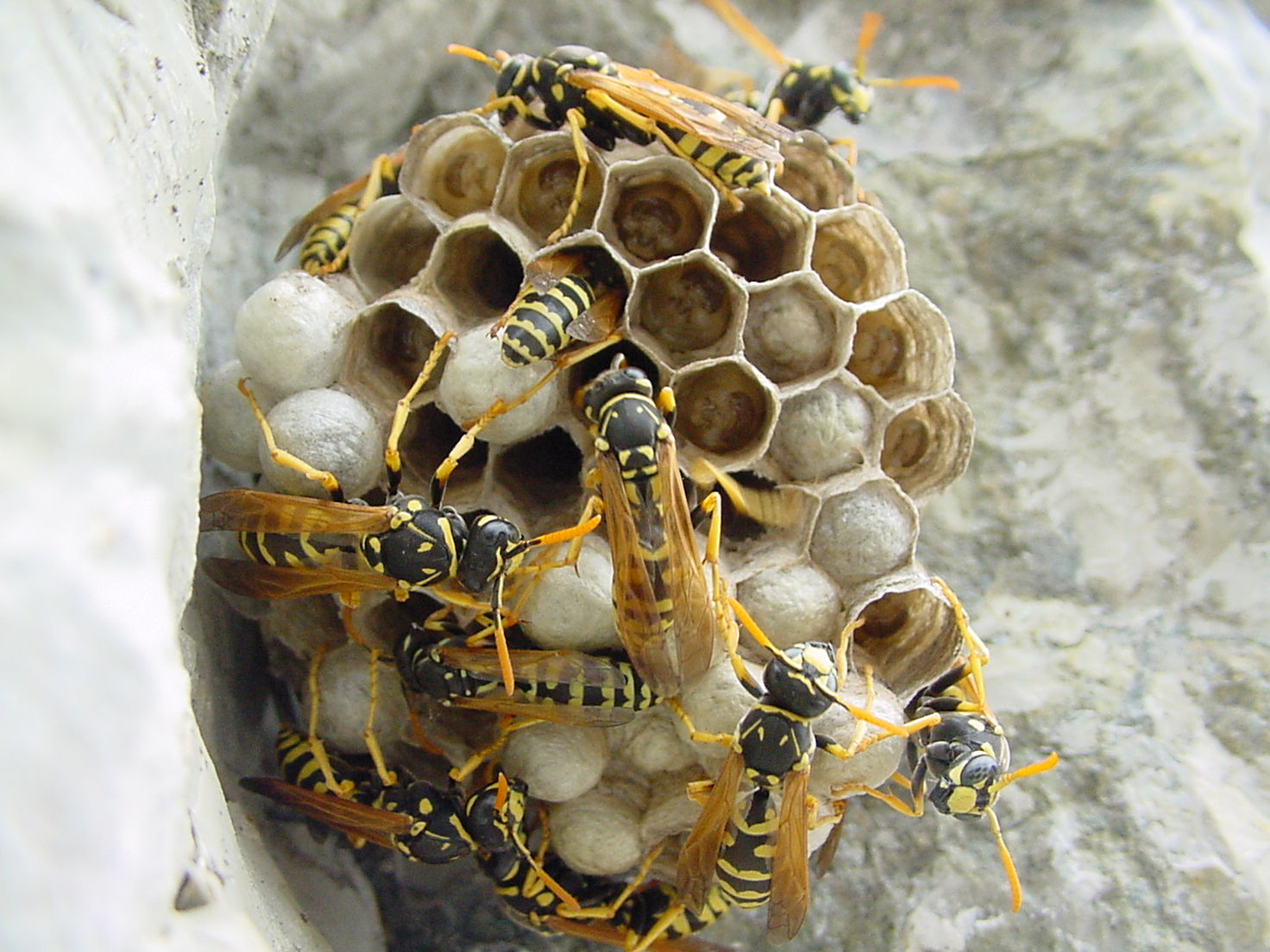
Nido di vespa cartonaia (Polistes dominulus, riconoscibile per via delle guance gialle e per l'ultimo sternite anch'esso giallo), all'interno di alcune celle sono visibili delle larve e, dentro una sorta di bozzolo, delle pupe

Gli adulti delle vespe si cibano del nettare dei fiori ma predano piccoli insetti per integrare la dieta delle larve che allevano nel nido. Le vespe producono anche piccole quantità di miele che usano sia per nutrire le larve sia per rapporti sociali attraverso trofallassi, nonché come scorte di glucidi.

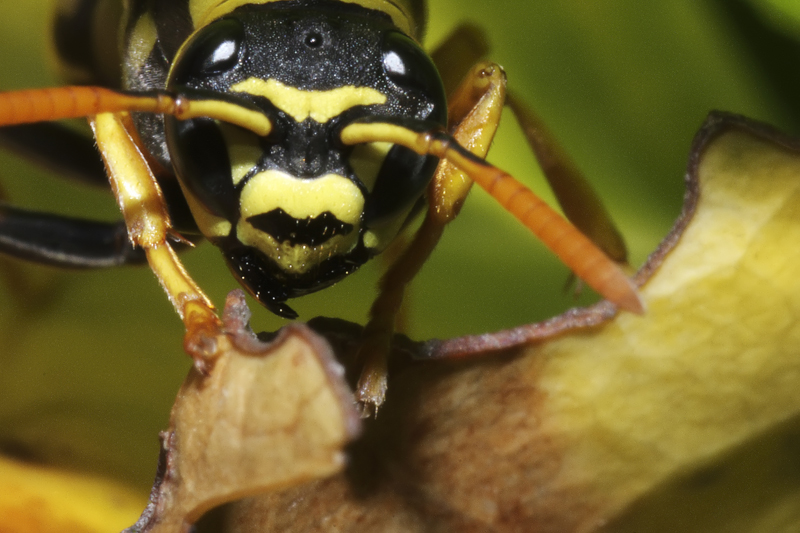
Dettaglio della testa di una vespa Polistes dominula

Le femmine sono dotate di un aculeo velenoso che utilizzano esclusivamente per difesa, la cui puntura è dolorosa, in alcuni casi pericolosa per l'uomo perché potenzialmente in grado di scatenare forme allergiche. In tal senso, la vespa più pericolosa è spesso considerata il calabrone, nonostante l'aggressività pari o anche molto minore rispetto ad altre specie.
Fra le varie specie di Vespidae ne esistono alcune con un comportamento da parassita sociale. Ad esempio, all'interno del genere Polistes, le femmine delle varie specie del sottogenere Sulcopolistes hanno l'abitudine di penetrare in un nido già esistente in fase di fondazione, sopprimerne la regina, sottomettere le operaie che nasceranno e cominciare quindi a deporre le loro uova nelle celle libere del nido. Da quel momento le operaie iniziano a nutrire e curare le larve del parassita. Le vespe della specie parassita sono sempre tutte feconde e non operano alcuna attività nel nido. Si tratta di maschi e femmine riproduttrici, infatti la casta operaia in questi parassiti sociali obbligati è andata persa con l'evoluzione. Sono documentati anche casi di parassitismo sociale non obbligato e occasionale, come per Polistes nimpha nei confronti di Polistes dominula.
Il termine comune vespa indica genericamente anche specie appartenenti a famiglie con comportamento solitario, quali gli Sphecidae, i Pompilidae, gli Scoliidae.